# SpaceX CRS-12
SpaceX CRS-12 (также известный как SpX-12) — двенадцатый полёт автоматического грузового корабля Dragon компании SpaceX в программе снабжения Международной космической станции по контракту Commercial Resupply Services (CRS) с NASA.
Корабль, запускаемый в этой миссии, станет последним новым кораблём Dragon первого поколения. Дальнейшие миссии снабжения будут осуществляться с повторным использованием восстановленных возвращаемых капсул ранее запущенных кораблей, до начала полётов второго поколения грузового корабля, модифицированной пассажирской версии Dragon 2.

## Запуск
Корабль запущен с помощью ракеты-носителя Falcon 9 14 августа 2017 года в 16:31 UTC со стартового комплекса LC-39A Космического центра Кеннеди.

## Сближение и стыковка
Стыковка с МКС состоялась 16 августа 2017 года.

## Полезная нагрузка
Dragon доставит на МКС 2910 кг полезного груза.
В герметичном отсеке будет доставлено 1652 кг (с учётом упаковки), в том числе:
- Материалы для научных исследований — 916 кг
- Провизия и вещи для экипажа — 220 кг
- Оборудование и детали станции — 339 кг
- Оборудование для выхода в открытый космос — 30 кг
- Компьютеры и комплектующие — 53 кг

На станцию доставлены материалы для более чем 250 исследований и экспериментов, среди которых:
- Crystallization of Leucine-rich repeat kinase 2 under Microgravity Conditions — исследование в условиях микрогравитации особого белка LRRK2[англ.], связанного с возникновением болезни Паркинсона, поможет лучше изучить патологию и будет способствовать разработке лечения данного заболевания.
- Rodent Research 5 — очередное исследование, проводимое на 40 доставленных на станцию лабораторных мышах, поможет изучить влияние долговременного пребывания в космосе на состояние сосудов головного мозга. Часть животных вернутся на Землю через месяц, при возвращении корабля[5].
- Effect of Microgravity on Stem Cell Mediated Recellularization — эксперимент по выращиванию ткани лёгкого.

В негерметичном контейнере на МКС будет доставлено внешнее оборудование для станции, прибор CREAM, массой 1258 кг:
- Cosmic Ray Energetics and Mass (CREAM) — инструмент для изучения космических лучей, который будет размещён на внешней платформе японского модуля Кибо. Прибор будет проводить измерения в течение 3 лет. Ранее подобные исследования проводились при помощи оборудования, размещённого на стратостате, запущенном над Антарктидой.

## Отстыковка и возвращение
Отстыковка выполнена 17 сентября 2017 года в  8:40 UTC, корабль успешно приводнился в тот же день в 14:14 UTC в Тихом океане в 340 километрах к западу от Сан-Диего.